# 原臺南運河海關
22°59′47″N 120°11′33″E / 22.9963861°N 120.192468°E
原臺南運河海關位於臺南市中西區，為1926年臺南運河完工後所設立的「稅關安平支署」，其即位於運河邊，負責安平港貨物進出口的關稅事務，至今仍為海關機關使用，現為財政部關務署高雄關嘉南分關民生路辦公室，雖然運河已不再行船，但仍有人員駐守。此建築於於民國九十年（2001年）7月16日公告為臺南市的市定古蹟。

## 沿革
安平港在1858年簽訂天津條約後被列為台灣的四處通商口岸之一，並與打狗港和稱「臺灣關」。淡水及基隆在1862年正式設立海關後，打狗海關在1864年5月設立，安平分關則在同年底設立，由必麒麟負責安平的關務，而洋行、外國領事館等設施亦陸續設立。1865年1月，安平港正式開港，而當時的貿易主要是透先經安平港，再過舊運河通往此府城的五條港地區進行貿易。而後因安平港道淤積，安平港逐漸被打狗港取代。
臺灣日治時期初期，由關稅課長野村才二接收原清廷的安平關，在1895年6月28日開始稅務，於1896年4月1日正式設立「安平稅關」，並沿用既有的海關廳舍，當時地址為安平999番地。1917年7月，安平稅關在臺南車站旁租用專賣局臺南出張所的建物以設立「安平稅關支署臺南出張所」，處理高雄、台南間貨物通關事宜。1919年2月，於台南市港町設立「二重橋派出所」，辦理安平港卸貨及通關（1924年搬到入船町）。
1926年3月，台南運河完工，也因為如此，便有了將海關移至靠近台南市區的必要，稅關安平支署在同年5月搬至現址，並另在安平68番地設置「稅關安平支署安平船溜派出所」（今運河博物館），二重橋派出所則被裁撤。而後，於1930在原本的安平支署則設立了安平水產專修學校。自1935年，總督府開始進行安平港口改良工程，在舊安平港南側開闢了新安平港，工程於1939完工，使船隻在之後，便能經1926年開通的台南運河抵達臺南船溜。
二次大戰結束進入民國時期後，該建築由高雄關稅局接手繼續執行業務，直到運河不再通行商船為止。目前該建築仍有人員駐守，但已不執行海關職務。

## 建築特色
該建築為一座簡樸的日本傳統木構建築，其空間略呈L型。在入口處有一個山牆式小門廊，由兩根柱子支撐。屋身主要是木造雨淋板，在開口部分裝有以出簷支撐的雨庇，屋頂則是傳統黑瓦。
屋內空間的南側為業務空間，裡頭有一頗具特色的木製櫃臺；至於北側則為辦公空間，比南側業務空間小。此外在室內可以清晰看見該建築在白色牆面上的木構架。

## 外部連結
- 臺灣大百科——原臺南運河海關 （页面存档备份，存于）